# Bibliothek für Bildungsgeschichtliche Forschung
Die  BBF | Bibliothek für Bildungsgeschichtliche Forschung des DIPF | Leibniz-Institut für Bildungsforschung und Bildungsinformation ist mit etwa 730.000 Bänden die größte pädagogische Spezialbibliothek in Deutschland. Sie versteht sich als Forschungsbibliothek für den ganzen Bereich der historischen Bildungsforschung und hat ihren Sitz in Berlin in der Warschauer Straße.

## Geschichte
Bei ihrer Gründung 1876 war die Bibliothek unter dem Namen Deutsches Schulmuseum Teil einer Lehrmittelsammlung, die der Deutsche Lehrerverein im Lehrervereinshaus in Berlin aufgebaut hatte. In den folgenden Jahren wurde die Bibliothek unter der Leitung von Adolf Rebhuhn weiter ausgebaut und nach Abtrennung der eigentlichen Lehrmittelsammlung 1908 in Deutsche Lehrerbücherei umbenannt. Sie sollte nicht nur der Fortbildung insbesondere der damals noch nicht an Hochschulen ausgebildeten Volksschullehrer dienen, sondern von Anfang an auch der wissenschaftlichen Erforschung des Schul- und Bildungswesens.
Die Deutsche Lehrerbücherei wurde nach 1945 in die Pädagogische Zentralbibliothek der DDR integriert, deren Direktor von 1952 bis 1969 Leo Regener war. 1970 wurde die Pädagogische Zentralbibliothek Teil der Akademie der Pädagogischen Wissenschaften. Nach Auflösung der Akademie gelangte die Pädagogische Zentralbibliothek 1992 in die Trägerschaft des Deutschen Instituts für Internationale Pädagogische Forschung (DIPF) und erhielt mit dem Namen Bibliothek für Bildungsgeschichtliche Forschung ein neues Sammlungsprofil.

## Heutige Bibliothek
Eine Hauptaufgabe ist die möglichst umfassende Sammlung von Quellen- und Forschungsliteratur zur Bildungsgeschichte des deutschsprachigen Raums. Dabei kann sie auf einen umfangreichen Altbestand zurückgreifen (etwa 12.000 Bände mit Erscheinungsjahren bis 1830) sowie auf Spezialsammlungen z. B. von Schulprogrammen und Jahresberichten höherer Schulen Preußens. Ein Archiv umfasst Aktenbestände und Nachlässe zur Bildungsgeschichte. Der Ausbau der Bibliothek wird von der Deutschen Forschungsgemeinschaft gefördert.
Die BBF ist öffentlich zugänglich und stellt den größten Teil ihrer Bestandsnachweise auch über das Internet zur Verfügung. Ausgewählte Bestände sind in digitalisierter Form frei verfügbar, so pädagogische Zeitschriften und Nachschlagewerke vom 18. bis zum 20. Jahrhundert (Scripta Paedagogica Online) und Abbildungen zur Bildungsgeschichte (Pictura Paedagogica Online).
Als Kommunikationszentrum für die historische Bildungsforschung veranstaltet die BBF Ausstellungen und Tagungen; ferner betreibt sie das Fachinformationsforum Historische Bildungsforschung Online.